# リンダ・ブレア
リンダ・ブレア（Linda Blair、本名：Linda Denise Blair、1959年1月22日 - ）は、アメリカ合衆国の女優。

## 来歴
ミズーリ州セントルイス出身。子役としてキャリアを始め、1970年に映画デビュー。
約600人の中から1973年公開の『エクソシスト』で悪魔パズズにとり憑かれた少女リーガン役に選ばれる。この作品でゴールデングローブ賞 助演女優賞を受賞、アカデミー助演女優賞にノミネートされた。1977年には続編にも出演。
肉体的に成熟した80年代、『チェーンヒート』（1983年）のヒット等でセクシー女優としてのキャリアも開拓した。しかしそれ以降は伸び悩み、作品にも恵まれず、1985年公開の『ナイト・パトロール』ではゴールデンラズベリー賞最低主演女優賞を受賞する。

## 私生活
1977年に麻薬所持で逮捕された。
Linda Blair World Heart Foundationというチャリティ団体を設立。ベジタリアンだったが、後、ヴィーガンとなった。また、反捕鯨団体シーシェパードを公然と支持している。

## 主な出演作品
| 公開年 | 邦題 原題                                                                  | 役名                     | 備考                                 |
| ------ | -------------------------------------------------------------------------- | ------------------------ | ------------------------------------ |
| 1971年 | スポーツクラブ The Sporting Club                                           | バービー                 |                                      |
| 1973年 | エクソシスト The Exorcist                                                  | リーガン・マクニール     | ゴールデングローブ賞 助演女優賞 受賞 |
| 1974年 | 汚れた青春・非行少女クリス Born Innocent                                   | クリス・パーカー         | テレビ映画                           |
| 1974年 | エアポート'75 Airport 1975年                                               | ジャニス・アボット       |                                      |
| 1975年 | 青い渇き Sarah T. - Portrait of a Teenage Alcoholic                        | サラ・トラヴィス         | テレビ映画                           |
| 1975年 | ふたりだけの森 Sweet Hostage                                               | ドリス・メエ・ウィザース | テレビ映画                           |
| 1976年 | エンテベの勝利 Victory at Entebbe                                          |                          | テレビ映画                           |
| 1977年 | エクソシスト2 Exorcist II: The Heretic                                     | リーガン・マクニール     |                                      |
| 1978年 | ウェス・クレーブンの戦慄の夏 Stranger in Our House                         | レイチェル               | テレビ映画                           |
| 1978年 | 荒馬ハンク Wild Horse Hank                                                 | ハンク・ブラッドフォード |                                      |
| 1979年 | ローラー・ブギ Roller Boogie                                               | テリー・バークレー       |                                      |
| 1980年 | ベトナム帰りのすごい奴/それでも奴にかなわない Ruckus                       | ジェニー・ベロウズ       |                                      |
| 1981年 | ヘルナイト Hell Night                                                      | マーティ・ゲインズ       |                                      |
| 1983年 | チェーンヒート Chained Heat                                                | キャロル・ヘンダーソン   |                                      |
| 1984年 | 暴行都市 Savage Streets                                                    | ベリンダ                 |                                      |
| 1984年 | ナイト・パトロール Night Patrol                                            | スー・パーマン           |                                      |
| 1985年 | レッド・ヒート Red Heat                                                    | クリスティン・カールソン |                                      |
| 1985年 | 非情の島・女囚人大脱走 Savage Island                                       | デーリー                 |                                      |
| 1987年 | SFXリタリエーター SFX Retaliator                                           | ドリス                   |                                      |
| 1988年 | サイレント・アサシン Silent Assassins                                      | サラ                     |                                      |
| 1988年 | リンダ・ブレアのグロテスク Grotesque                                       | リサ                     |                                      |
| 1988年 | エクソシストの謎 La casa 4 (Witchcraft)                                    | ジェーン・ブルックス     |                                      |
| 1988年 | アウトライダー W.B., Blue and the Bean                                     | ナティ                   | ビデオ映画                           |
| 1989年 | フローズン・ボディ The Chilling                                            | メアリー・ハンプトン     |                                      |
| 1989年 | ヘルマザー/鮮血の愛 Bad Blood                                              | エヴィー・バーンズ       |                                      |
| 1989年 | 超能力学園Z PART2 パンチラ・ウォーズ Zapped Again!                         | ミス・ミッチェル         | ビデオ映画                           |
| 1990年 | ベッドルーム・アイズ Bedroom Eyes II                                       | ソフィー・スティーヴンス |                                      |
| 1990年 | 裸の十字架を持つ男/エクソシストフォーエバー Repossessed                    | ナンシー                 |                                      |
| 1991年 | 硝子のパートナー Fatal Bond                                                | レオニー・スティーヴンス |                                      |
| 1994年 | SKINS/超暴力集団 Skins                                                     | マギー                   |                                      |
| 1996年 | スクリーム Scream                                                          | レポーター               | カメオ出演、クレジットなし           |
| 2020年 | ヌードの映画史〜黎明期から現代へ〜 Skin: A History of Nudity in the Movies |                          | ドキュメンタリー映画                 |
| 2023年 | エクソシスト 信じる者 The Exorcist: Believer                               | リーガン・マクニール     |                                      |

### テレビシリーズ
| 放映年 | 邦題 原題                       | 役名                     | 備考        |
| ------ | ------------------------------- | ------------------------ | ----------- |
| 1989年 | モンスターズ Monsters           | リア                     | 1エピソード |
| 1990年 | 冒険野郎マクガイバー MacGyver   | ジェニー・ラーソン       | 1エピソード |
| 2000年 | L.A. 7                          | ジョニ・ウェザースプーン | 9エピソード |
| 2006年 | スーパーナチュラル Supernatural | ダイアン・バラード刑事   | 1エピソード |